# Shinobu Ōtake
Shinobu Ōtake (大竹しのぶ, Ōtake Shinobu), née le 17 juillet 1957 à Tokyo, est une actrice japonaise.

## Biographie
Shinobu Ōtake s'est mariée à l'acteur Sanma Akashiya (en) en 1988 jusqu'à leur divorce en 1992.

## Filmographie partielle

### Au cinéma
- 1975 : La Porte de la jeunesse (青春の門, Seishun no mon?) de Kirio Urayama
- 1977 : La Porte de la jeunesse : L'Indépendance (青春の門・自立篇, Seishun no mon: jiritsu hen?) de Kirio Urayama
- 1977 : C'est dur d'être un homme : L'Entremetteur (男はつらいよ 寅次郎頑張れ!, Otoko wa tsurai yo: Torajirō ganbare!?) de Yōji Yamada : Sachiko Fujimura
- 1977 : Kisetsufū (季節風?) de Kōichi Saitō
- 1978 : L'Incident (事件, Jiken?) de Yoshitarō Nomura : Yoshiko Sakai
- 1978 : Seishoku no ishibumi (聖職の碑?) de Shirō Moritani
- 1978 : L'Été du démon (鬼畜, Kichiku?) de Yoshitarō Nomura : une policière
- 1979 : Le Col Nomugi (あゝ野麦峠, Ā, Nomugi tōge?) de Satsuo Yamamoto : Mine Masai
- 1979 : Shōdō satsujin: Musuko yo (衝動殺人 息子よ?) de Keisuke Kinoshita : Tagiri
- 1983 : Les Enfants de Nagasaki (この子を残して, Kono ko wo nokoshite?) de Keisuke Kinoshita
- 1984 : Journal d'errance d'un joueur de mah-jong (麻雀放浪記, Mahjong hōrōki?) de Makoto Wada
- 1985 : Kiken na onnatachi (危険な女たち?) de Yoshitarō Nomura
- 1985 : La Table vide (食卓のない家, Shokutaku no nai ie?) de Masaki Kobayashi
- 1986 : Hakō kirameku hate (波光きらめく果て?) de Toshiya Fujita
- 1987 : Eien no 1/2 (en) (永遠の１／２?) de Kichitarō Negishi
- 1987 : Seishun kakeochi-hen (青春かけおち篇?) de Shingo Matsubara
- 1992 : Yonigeya honpo (夜逃げ屋本舗?) de Takahito Hara (ja)
- 1992 : Shinde mo ii (死んでもいい?) de Takashi Ishii
- 1992 : Fukkatsu no asa (復活の朝?) de Takeshi Yoshida
- 1998 : Gakko III (学校ＩＩＩ?) de Yōji Yamada
- 1999 : Poppoya (鉄道員?) de Yasuo Furuhata : Shizue Satō
- 1999 : Kuroi ie (黒い家?) de Yoshimitsu Morita
- 1999 : Je veux vivre (生きたい, Ikitai?) de Kaneto Shindō
- 2000 : Shiki-jitsu (式日?) de Hideaki Anno
- 2001 : Go d'Isao Yukisada : Michiko, la mère de Sugihara
- 2003 : Une famille dans la tourmente (阿修羅のごとく, Ashura no gotoku?) de Yoshimitsu Morita
- 2003 : Owl (ふくろう, Fukurō?) de Kaneto Shindō
- 2007 : Welcome to the Quiet Room (クワイエットルームにようこそ, Quiet room ni yōkoso?) de Suzuki Matsuo (en) : Nishino
- 2010 : Postcard (一枚のハガキ, Ichimai no hagaki?) de Kaneto Shindō : Tomoko Morikawa
- 2015 : Notre petite sœur (海街diary, Umimachi daiarii?) de Hirokazu Kore-eda : Miya Sasaki
- 2016 : Gosaigyō no onna (後妻業の女?) de Yasuo Tsuruhashi

### À la télévision
- 1983 : Tokugawa Ieyasu (徳川家康?) (série TV de 50 épisodes)[1]
- 1986-1987 : Danjo shichinin natsu monogatari (男女7人夏物語?) (série TV de 22 épisodes)[1]
- 1994 : Hito no fukō wa mitsu no aji (ひとの不幸は蜜の味?) (série TV de 11 épisodes)[1]
- 1996 : Dear Woman (Dear ウーマン?) (série TV de 10 épisodes)[1]
- 1997 : Koi no tamerai (恋のためらい?) (série TV de 11 épisodes)[1]

## Doublage
- 1980 : La Forêt enchantée (世界名作童話 森は生きている, Sekai meisaku dōwa: Mori wa ikiteiru?) de Kimio Yabuki : Anja
- 2010 : Arrietty, le petit monde des chapardeurs (借りぐらしのアリエッティ, Karigurashi no Arrietty?) de Hiromasa Yonebayashi : Homily
- 2013 : Le vent se lève (風立ちぬ, Kaze Tachinu?) de Hayao Miyazaki : Madame Kurokawa
- 2017 : Mary et la fleur de la sorcière (メアリと魔女の花, Meari to majo no hana?) de Hiromasa Yonebayashi : Tante Charlotte
- 2021 : La chance sourit à madame Nikuko (漁港の肉子ちゃん, Gyokō no Nikuko-chan?) d'Ayumu Watanabe : Nikuko
- 2023 : Le Garçon et le Héron (君たちはどう生きるか, Kimi-tachi wa dō ikiru ka?) de Hayao Miyazaki

## Distinctions
Sauf indication contraire, les informations mentionnées dans cette section peuvent être confirmées par la base de données cinématographiques IMDb,  présente dans la section « Liens externes ».

### Récompenses
- Récipiendaire de la médaille au ruban pourpre en 2011
- Japan Academy Prize de la meilleure actrice :
  - en 1979 pour L'Incident[2]
  - en 2000 pour Poppoya[3]
- Japan Academy Prize de la meilleure actrice dans un second rôle :
  - en 1979 pour Seishoku no ishibumi et L'Incident[2]
- Prix Blue Ribbon :
  - de la meilleure nouvelle actrice pour La Porte de la jeunesse en 1976[4]
  - de la meilleure actrice dans un second rôle pour Hakō kirameku hate en 1987[5]
  - de la meilleure actrice pour Gosaigyō no onna en 2017[6]
- Hōchi Film Award :
  - de la meilleure actrice dans un second rôle pour L'Incident en 1978[7]
  - de la meilleure actrice pour Eien no 1/2 (en) et Seishun kakeochi-hen en 1987[7]
- Prix Kinema Junpō de la meilleure actrice :
  - en 1993 pour Shinde mo ii et Fukkatsu no asa
- Prix Kinema Junpō de la meilleure actrice dans un second rôle :
  - en 1976 pour La Porte de la jeunesse[8]
  - en 1979 pour L'Incident et Seishoku no ishibumi[8]
- Prix du film Mainichi :
  - Prix Kinuyo Tanaka en 1993[9],[10]
  - de la meilleure actrice pour Poppoya, Kuroi ie et Je veux vivre en 2000[11]
- Festival international du film de Moscou :
  - St.George d'argent de la meilleure actrice pour Owl[12]
- Nikkan Sports Film Award de la meilleure actrice pour Gakko III en 1998
- Festival du film de Yokohama :
  - prix de la meilleure actrice pour Kuroi ie en 2000
- Prix Kinokuniya en 2002

### Nominations
- Japan Academy Prize de la meilleure actrice :
  - en 1980 pour Le Col Nomugi[13]
  - en 1993 pour Shinde mo ii, Fukkatsu no asa et Yonigeya honpo[14]
  - en 1999 pour Gakko III[15]
  - en 2000 pour Kuroi ie[3]
  - en 2004 pour Ashura no gotoku[16]
  - en 2017 pour Gosaigyō no onna[17]
- Japan Academy Prize de la meilleure actrice dans un second rôle :
  - en 1978 pour La Porte de la jeunesse : L'Indépendance, Kisetsufū et C'est dur d'être un homme : L'Entremetteur[18]
  - en 1985 pour Journal d'errance d'un joueur de mah-jong[19]
  - en 1987 pour Hakō kirameku hate[20]
  - en 2002 pour Go[21]